# Zerspanbarkeit
Die Zerspanbarkeit ist die Eigenschaft eines Werkstoffes, sich durch Zerspanen bearbeiten zu lassen. Sie stellt eine der wichtigsten Kenngrößen der Maschinenbauwerkstoffe dar. Die DIN 6583 definiert die Zerspanbarkeit als „[…] die Eigenschaft eines Werkstückes oder Werkstoffes, sich unter gegebenen Bedingungen spanend bearbeiten zu lassen“. Entsprechend versteht man unter der Gießbarkeit, Umformbarkeit und Schweißeignung die Eigenschaften von Werkstoffen sich durch Gießen, Umformen beziehungsweise Schweißen bearbeiten zu lassen.
Durch spanende Bearbeitung, wie beispielsweise Drehen, Fräsen und Bohren, werden Werkstücke in ihrer Form geändert. Gut zerspanbare Werkstoffe zeigen glatte Oberflächen nach der Zerspanung, ergeben Späne, die den Fertigungsablauf nicht behindern, die Zerspankräfte sind gering sowie die Standzeit der Werkzeuge hoch. Häufig sind einige, aber nicht alle diese Kriterien gut erreichbar. Ob ein Werkstoff gut zerspanbar ist, hängt somit auch von den Anforderungen ab. Wegen des hohen Einsatzes von Stahl und Gusseisen, hat auch die Zerspanbarkeit von Stahl und die Zerspanbarkeit von Gusseisen eine hohe Bedeutung. Bei beiden hängt sie von der genauen Werkstoffsorte ab, die häufigsten Sorten (Baustahl und Gusseisen mit Lamellengrafit) gelten als gut zerspanbar.

## Einflussfaktoren
Die Zerspanbarkeit eines Werkstoffs hängt von vielen Parametern ab. Meist sind Festigkeit und Zähigkeit wichtige Faktoren. So sind beispielsweise Werkstoffe mit hoher Festigkeit weniger gut zerspanbar, weil höhere Schnittkräfte und somit höhere Energie zum Zerspanen benötigt wird.
Auch andere Faktoren, wie die Wärmeleitfähigkeit des Materials sind von Bedeutung. Deshalb sind Werkstoffe mit geringer Wärmeleitfähigkeit, wie beispielsweise Kunststoffe, weniger gut zerspanbar, weil die entstehende Reibungswärme nicht schnell genug abgeführt werden kann.
Die quantitative Beurteilung der Zerspanbarkeit ist schwierig, da sie nicht nur vom Werkstoff, sondern auch von den Zerspanbedingungen abhängt. Darunter versteht man die Spanungsgrößen und die Eingriffsgrößen Schnitttiefe und -breite sowie die Schnittgeschwindigkeit und den Schneidstoff (Werkzeug-Werkstoff). Der Einsatz von Kühlschmiermittel hat ebenfalls einen Einfluss. Des Weiteren erfordern auch die unterschiedlichen Fertigungsverfahren unterschiedliche Schnittbedingungen.

## Quantifizierung der Zerspanbarkeit
Nicht nur die Einflussgrößen der Zerspanbarkeit sind komplex, auch die Quantifizierbarkeit der Zerspanbarkeit selbst ist nicht trivial. So gibt es mehrere Größen, die herangezogen werden können, um die Zerspanbarkeit quantitativ zu beschreiben.

### Standweg
Als Standzeit eines Werkzeugs bezeichnet man die Zeit, die ein Werkzeug einen Werkstoff unter gegebenen Bedingungen zerspanen kann, bevor es ausgetauscht werden muss. Großtechnisch ist der Standweg dadurch von Bedeutung, dass er auf die Wartungsintervalle der Maschinen und den Verbrauch der Werkzeuge und damit auf die Kosten der Bearbeitung eine wichtige Bedeutung hat.
Die Standzeit ist jedoch kein absolutes Maß für die Zerspanbarkeit eines Werkstoffs, weil er nicht nur vom Werkstoff, sondern auch von den Zerspanbedingungen (z. B. Schnittgeschwindigkeit) und vom Werkzeug abhängt.

### Werkzeugverschleiß
Ein weiteres Beurteilungskriterium für die Zerspanbarkeit ist der Werkzeugverschleiß. Er hat unmittelbaren Einfluss auf die Standzeit. Aber auch die Schnittkraft wird durch den Werkzeugverschleiß beeinflusst, da ein verschlissenes abgestumpftes Werkzeug eine höhere Schnittkraft erfordert. Auch die Oberflächengüte des Werkstoffs nimmt mit zunehmendem Werkzeugverschleiß ab. Als Maß für den Werkzeugverschleiß dient die Verschleißmarkenbreite oder die Kolktiefe.

### Zerspankraft
Die Zerspankraft ist für die Wirtschaftlichkeit des Zerspanprozesses von Bedeutung, da sie direkt mit dem Energieverbrauch zusammenhängt. Die Antriebe der Maschinen können nur eine begrenzte Leistung zur Verfügung stellen, die sich berechnet als Produkt von Zerspankraft und Wirkgeschwindigkeit. Je höher die auftretenden Kräfte sind, desto geringer muss also die Schnittgeschwindigkeit sein, was zu längeren Bearbeitungszeiten führt.

### Oberflächengüte
Ein wichtiges Qualitätskriterium des fertigen Werkstücks ist seine Oberflächengüte. Als Kennwerte für die Oberflächengüte werden die üblichen Rauheitskennwerte herangezogen.

### Spanform
Die Spanform lässt direkte Rückschlüsse auf den Zerspanungsprozess zu, der den Werkzeugverschleiß und auf die Oberflächengüte auswirkt. Wünschenswert ist ein Mittelweg zwischen kurzen, kompakten Spänen, die einen einfachen Abtransport ermöglichen und langen, gleichmäßigen Spänen, die eine höhere Oberflächengüte des Werkstücks ermöglichen. Werden die Späne zu lang, so besteht beispielsweise beim Bohren die Gefahr, dass sich die Späne verklemmen und die Spanabfuhr verstopfen, wodurch es zum Werkzeugbruch oder zumindest zu erhöhtem Verschleiß am Werkzeug kommt. Späne, die sich spiralförmig aufwendeln sind günstiger als welche, die sich leporelloförmig falten, da letztere ein hohes Verklemmrisiko bergen.

## Einfluss der Zerspanbedingungen

### Schnittgeschwindigkeit und Vorschub
Grundsätzlich ist es wünschenswert, mit möglichst hohen Schnittgeschwindigkeiten und großen Vorschüben zu zerspanen. Dadurch können Taktzeiten minimiert werden. Jedoch erfordert schlechte Zerspanbarkeit zuweilen eine drastische Reduktion dieser Geschwindigkeitsparameter, wenn zu hohe Geschwindigkeiten einen inakzeptabel hohen Werkzeugverschleiß und damit einen niedrigen Standweg und unzureichende Oberflächengüte zur Folge hätte.

### Kühlschmiermittel
Alle Beurteilungskriterien der Zerspanbarkeit lassen sich durch die Verwendung eines Kühlschmiermittels verbessern. Die Hauptaufgaben des Kühlschmiermittels sind die Kühlung und die Schmierung des Zerspanprozesses. Die Kühlung bewirkt, dass sich Werkzeug und Werkstück lokal nicht zu sehr aufheizen. Durch diese verringerte Schneidtemperatur kommt es zu geringerem Verschleiß. Das Schmieren führt durch das Ermöglichen geringerer Schneidkräfte ebenfalls zu weniger Verschleiß und weniger Energieverbrauch. Zusätzlich verbessert die Schmierung die Oberflächenrauigkeit.

## Zerspanbarkeit von bestimmten Werkstoffen

### Eisenwerkstoffe
Eisenwerkstoffe sind Werkstoffe die überwiegend Eisen enthalten. Es wird unterschieden zwischen Stahl und Gusseisen.

#### Stähle
Stahl ist der am häufigsten zerspante Werkstoff. Er gehört zusammen mit Gusseisen zu den Eisenwerkstoffen und zeichnet sich durch einen Kohlenstoffgehalt von unter 2 % aus, während Gusseisen über 2 % enthält. Stähle sind sehr vielfältige Werkstoffe. Ihre Zerspanbarkeit hängt vor allem vom Gefüge ab das seinerseits vom genauen Kohlenstoffgehalt und vom Wärmebehandlungszustand abhängt. Außerdem spielen zahlreiche Legierungselemente eine Rolle. Manche werden bewusst zulegiert um die Zerspanbarkeit zu verbessern andere um Eigenschaften wie die Festigkeit zu erhöhen, wobei eine Verschlechterung der Zerspanbarkeit in Kauf genommen wird für die besseren Gebrauchseigenschaften. Andere Elemente wie Phosphor sind eigentlich unerwünscht, verbessern aber die Zerspanbarkeit.

#### Gusseisen
Gusseisen zählt zusammen mit Stahl zu den Eisenwerkstoffen und zeichnet sich aus durch einen Kohlenstoffanteil von über 2 %. Gusseisen wird sehr häufig verwendet, lässt sich sehr gut gießen aber nicht umformen. Die Formgebung erfolgt daher hauptsächlich durch Gießen und eine anschließende Feinbearbeitung durch Zerspanen.
Die Zerspanbarkeit hängt stark vom Gefüge und der genauen Ausbildung des Grafits ab. Gusseisensorten mit einem hohen Anteil an Zementit, lassen sich nur sehr schwer bearbeiten. Andere Sorten, die Ferrit oder Perlit enthalten, gelten aufgrund des eingelagerten Grafits als einfacher zu bearbeiten, da der Werkstoff durch den Grafit unterbrochen wird und somit eine geringere Festigkeit aufweist, was zu geringeren Zerspankräften führt und zu einem einfacheren Spanbruch. Ferner entfaltet der Grafit auf der Spanfläche eine Schmierwirkung und bildet dadurch eine Schutzschicht, sodass die Standzeit sehr hoch sein kann.

### Nichteisen-Metalle

#### Aluminium und Aluminiumlegierungen
Aluminium und Aluminiumlegierungen gelten als gut zerspanbar. Es ist vor allem in der Luft- und Raumfahrtbranche und im Fahrzeugbau ein wichtiger Konstruktionswerkstoff, der sich gut für den Leichtbau eignet. Von den Rohteilen werden bis zu 90 % zerspant. Sorten mit geringer Festigkeit können jedoch lange Späne bilden und zum Verkleben mit der Schneide neigen. Die Zerspankräfte sind im Allgemeinen gering, der Verschleiß hängt vom Gefüge ab. Aluminium und seine Legierungen eignen sich gut für die Hochgeschwindigkeitsbearbeitung. Die auftretenden Temperaturen liegen nur bei etwa 300 °C, was sehr wenig ist, verglichen mit Temperaturen die bei Stahl auftreten, verglichen mit dem Schmelzpunkt der Aluminiumlegierungen (580 °C bis 660 °C) jedoch relativ hoch. Die Schnittgeschwindigkeit kann in weiten Grenzen variieren, nach unten wird sie durch die Aufbauschneidenbildung begrenzt und nach oben durch die Schmelztemperatur. Trotz der geringen Zerspankräfte werden wegen der hohen Schnittgeschwindigkeiten Antriebe benötigt, die etwa die fünffache Leistung bereitstellen müssen als für die Bearbeitung von Stahl nötig ist. Als Schneidstoffe werden Schnellarbeitsstähle eingesetzt für einfache Bearbeitungen wie beim Bohren. Häufig sind die Hartmetallsorten die auf Wolframcarbid basieren. Sorten mit Titan oder Tantal eignen sich dagegen nicht, da diese Elemente mit Aluminium chemische Reaktionen eingehen. Beschichtungen eignen sich daher ebenfalls nicht. Auch die Schneidkeramiken sind nicht chemisch beständig und verschleißen sehr schnell. Diamant ist dagegen gut geeignet für die Zerspanung von Aluminium und wird wegen seiner sehr hohen Standzeit und der hohen Oberflächenqualität genutzt. Dies ist vor allem bei der Bearbeitung von Spiegeln vorteilhaft. Der Verschleiß ist meist gering, manche Legierungen enthalten jedoch harte, abrasiv wirkende Zusätze die den Verschleiß erhöhen aber dafür den Spanbruch verbessern. Der Verschleiß liegt fast immer auf der Freifläche vor; Kolkverschleiß kommt nur bei stark abrasiv wirkenden Gefügebestandteilen bei hohen Schnittgeschwindigkeiten vor.
Die genauen Bedingungen hängen stark ab von der Legierung.
- Weiche Werkstoffe wie die nicht aushärtbaren Knetlegierungen und die aushärtbaren im weichen Zustand neigen zu langen Spänen und zur Bildung von Aufbauschneiden. Die Oberflächenqualität ist eher gering, bei hohen Schnittgeschwindigkeiten kann sie verbessert werden. Nach Möglichkeit werden solche Werkstoffe nach der Kaltumformung zerspant, da die Kaltverfestigung zu günstigeren Spanformen und Oberflächen führt.
- Festere Werkstoffe wie ausgehärtete Knetlegierungen sind meist besser zu zerspanen
- Gusslegierungen enthalten häufig Silizium das abrasiv wirkt. Je höher der Siliziumgehalt ist desto höher ist der Werkzeugverschleiß. Die Spanformen sind gut.

Da Aluminium zum Verkleben neigt wird es häufig mit großem Spanwinkel zerspant.

#### Titan und Titanlegierungen
Titan und Titanlegierungen gelten als schwer zerspanbare Werkstoffe. Seine Festigkeit ist relativ hoch, die auf die Masse bezogene Festigkeit ist sogar höher als bei Stahl oder Aluminium, weshalb es für den Leichtbau gut geeignet ist. Anwendungen ist in der Luft- und Raumfahrt und im Sportbereich. Es ist biologisch verträglich und eignet sich daher auch für Implantate.
Die Wärmeleitfähigkeit von Titan ist sehr gering, was dazu führt, dass bis zu 80 % der Wärme über das Werkzeug abgeführt werden muss. Bei Stahl sind es nur etwa 20 %. Bei der Trockenbearbeitung kann Titanstaub entstehen. Da dieser leicht entzündlich ist (Zündtemperatur 33 °C), können Titanstäube explodieren. Die Maschinen werden daher mit Kohlendioxid-Löschsystemen ausgerüstet. Beim Nassschnitt wird Kühlschmiermittel verwendet, das bei niedrigen Schnittgeschwindigkeiten auf Öl basiert. Verwendet werden phosphor- und chlorhaltige Schmiermittel, die Konzentration des Chlors sollte jedoch bei der Bearbeitung hochbeanspruchter Triebwerksrotoren nur 0,01 % betragen, da sonst die Oberfläche zu schlecht ist. Bei höheren Schnittgeschwindigkeiten werden Kühlschmiermittel auf Wasserbasis verwendet, die die Wärme besser abführen können. Titan weist eine besondere Spanbildung auf, mit Sägezahnspänen, die ähnlich der Spanbildung bei der Hochgeschwindigkeitszerspanung ist. Als Schneidstoff wird meist Hartmetall verwendet. Keramiken reagieren chemisch mit Titan und verschleißen daher sehr schnell.

#### Magnesium und Magnesiumlegierungen
Magnesium und Magnesiumlegierungen werden wegen ihrer geringen Dichte häufig für den Leichtbau verwendet. Sie werden meist durch Druckguss verarbeitet; Sandguss oder Knetlegierungen haben daher nur untergeordnete Bedeutung. Magnesium liegt unterhalb von 225 °C in einer hexagonalen Gitterstruktur vor, die nur über zwei Gleitebenen verfügt und daher spröde ist. Oberhalb dieser Temperatur liegt eine kubische Gitterstruktur vor und der Werkstoff wird duktil.
Magnesium neigt zur Bildung von Lamellenspänen. Der Abstand der Lamellen hängt mit der Frequenz zusammen mit der sich die Zerspankraft ändert. Sie ist beeinflussbar durch die Werkstoff-Schneidstoff-Paarung und die Tribologie der Grenzfläche, welche durch Vorschub und Schnittgeschwindigkeit beeinflusst wird. Durch eine passende Wahl der Schnittwerte kann die dynamische Belastung des Werkzeugs daher an seine Belastbarkeit angepasst werden. An der Unterseite des Spans ist die Temperatur erhöht, sodass die Spanlamellen dort durch Plastifizierung verbunden sind. Dies führt zu einem einfachen Spanbruch und kurzen Spänen.
Die Schneidengeometrie ähnelt derjenigen bei der Zerspanung von Aluminium. Bei der Feinbearbeitung kann die Steifigkeit des Werkstücks die Schnittwerte begrenzen.
Magnesiumlegierungen enthalten nur wenige abrasiv wirkende Bestandteile, die Standzeiten sind somit hoch. Auch auf die Randzonen der Werkstücke trifft dies zu, da sie meist durch Druckguss hergestellt wurden. Die Adhäsion, also die Neigung zum Verkleben des Werkstoffs mit der Schneide ist gering. Aufbauschneiden treten daher nur selten auf. Da die Anschmelztemperatur bei etwa 420 °C bis 435 °C liegt ist die Temperatur auf dem Werkzeug nur gering.
Als Schneidstoffe kommen Schnellarbeitsstähle, Hartmetalle und Diamant zum Einsatz. Häufig sind Feinstkornhartmetalle der Gruppe N10/20 oder mit Diamant beschichtete Hartmetalle. Damit sind hohe Schnittgeschwindigkeiten und Vorschübe möglich. Außerdem sind diese Schneidstoffe sehr verschleißresistent was zu einer hohen Prozesssicherheit führt. Magnesiumlegierungen neigen zur Scheinspanbildung. Die Zerspankraft ist gering und liegt etwa bei derjenigen von untereutektischen Aluminiumlegierungen.

#### Kupfer und Kupferlegierungen
Kupfer und Kupferlegierungen werden eingesetzt in der Klimatechnik, der technischen Gebäudeausstattung, der Lebensmitteltechnik, chemischen Anlagen und Apparaten sowie Armaturen. Kupferlegierungen bestehen zu mindestens 50 % aus Kupfer und gelten meist als gut zerspanbar. Die wichtigsten Legierungselemente sind Zinn (Bronze), Zink (Messing), Aluminium (Aluminiumbronze), Nickel und Silizium. Spezielle Automatenlegierungen enthalten, wie auch Automatenstahl, geringe Zusätze an Blei, Schwefel, Selen und Tellur, welche vor allem den Spanbruch fördern.
Die Kupferlegierungen werden meist eingeteilt in Knetlegierungen (für das Umformen) und Gusslegierungen zum Gießen. Innerhalb der beiden Gruppen wird meist nach den Legierungselementen unterteilt. Da jedoch Gruppen mit gleicher Zusammensetzung sich in ihrer Zerspanbarkeit stark unterscheiden können eignet sich dieses Schema nicht. Stattdessen wird unterschieden zwischen folgenden drei Gruppen:
1. Reines Kupfer und Legierungen mit Zink, Zinn, Nickel und Aluminium sofern sie nur einen homogenen Mischkristall bilden. Hierzu zählt vor allem Messing. Diese Legierungen zeichnen sich aus durch hohes Umformvermögen und sind kalt umformbar. Die Zerspanbarkeit gilt als eher schlecht.
2. Legierungen mit Zink, Zinn, Nickel, Aluminium und Silizium die einen zweiten Mischkristall bilden, jedoch ohne spanbrechende Zusätze. Diese Legierungen sind härter und fester, haben ein geringeres Umformvermögen und sind besser zerspanbar. Zu dieser Gruppe gehört insbesondere das Neusilber das auf Kupfer-Zinn-Zink oder Kupfer-Nickel-Zink besteht.
3. Automatenlegierungen die Zusätze von Blei, Schwefel, Selen und Tellur enthalten um den Spanbruch zu verbessern. Sie sind sehr gut zerspanbar.

Gegossene Werkstücke haben eine Gusshaut, die sich sehr schlecht zerspanen lässt. Der Kernwerkstoff lässt sich dagegen meist sehr gut zerspanen. Kaltumgeformte Knetlegierungen haben eine erhöhte Festigkeit, die sich positiv auf den Spanbruch auswirkt. Aushärtbare Legierungen werden meist im weichen Zustand zerspant. Lediglich die Feinbearbeitung durch Schleifen oder Polieren erfolgt im gehärteten Zustand.
Bei geringen Temperaturen und bei Fließspanbildung kann es zu Aufbauschneiden kommen die zu erhöhten Verschleiß führen. Wegen der großen Härte und des hohen Umformvermögens von Neusilber sind die Standzeiten geringer als bei Messing, welches ebenfalls zu Adhäsion und Aufbauschneidenbildung neigt. Als Schneidstoffe werden beim HSC-Fräsen Hartmetalle der Gruppe K10/20 genutzt. Die zum Verkleben neigenden Sorten wie reines Kupfer können günstig mit Diamant als Schneidstoff zerspant werden da damit auch hohe Oberflächenqualitäten erreicht werden können. Schneidkeramiken sind dagegen ungeeignet, da sie zum Verkleben neigen.
Die Zerspankraft liegt deutlich unter derjenigen bei Stahl und fällt mit zunehmender Schnittgeschwindigkeit ab. Bei einer Erhöhung von 5 m/min auf 160 m/min fällt sie auf etwa 33 % ab. Eine weitere Erhöhung führt nur noch zu geringfügiger Reduzierung der Schnittkraft, die sich asymptotisch einem Grenzwert nähert. Da in der Praxis die Schnittgeschwindigkeiten über 160 m/min liegen, ist der Einfluss der Schnittgeschwindigkeit vernachlässigbar.
Der Freiflächenverschleiß und die Aufbauschneidenbildung führen zu schlechten Oberflächen. Da Kupferwerkstoffe nur über einen geringen Elastizitätsmodul verfügen können sich dünnwandige Werkstücke verziehen was auch zu Maßfehlern und Eigenspannungen führen kann. Eine geringe Schnittkraft kann hier zu Verbesserungen führen, ebenso die Verwendung von Kühlschmiermittel.
Die Spanformen sind bei Neusilber je nach Legierungselementen und deren Gehalt stark unterschiedlich, meist sind sie jedoch brauchbar. Reines Kupfer neigt zu langen Bandspänen. Die Automatenlegierungen dagegen bilden kurzbrechende Späne.

### Holz
Die meisten Hölzer lassen sich gut zerspanen. Dies gilt insbesondere, wenn sie in Faserrichtung getrennt werden. Werden sie senkrecht dazu bearbeitet, was bei sogenanntem Hirnholz nötig ist, kann es zu Ausbrüchen kommen.